# 壯體葵蛇鰻
壯體葵蛇鰻，為輻鰭魚綱鰻鱺目糯鰻亞目蛇鰻科的其中一種，分布於西太平洋澳洲及豪勳爵島海域，棲息在底層水域，屬肉食性，生活習性不明。